# Merkem
Merkem é uma vila e deelgemeente belga pertencente ao município belga de Houthulst, província de Flandres Ocidental. Em 2006, tinha 2.270 habitantes, distribuídos por 26,42 km².